# Tinqueux

Tinqueux este o comună în departamentul Marne, Franța. În 2009 avea o populație de 10,326 de locuitori.